# Generator (Bad Religion)
Generator è il sesto album dei Bad Religion.
Questo lavoro segna una svolta importante nella musica della band californiana, che inizia ad allontanarsi da quelle sonorità prettamente punk dei lavori precedenti per creare un proprio stile originale e inconfondibile, con una trasformazione che sarà ancora più evidente nel successivo Recipe for Hate.
L'album viene considerato da buona parte della critica e dei fan inferiore ai precedenti, principalmente a causa dell'eccessiva lunghezza e ridondanza di alcuni pezzi rispetto a quello che era lo stile della band.
Dall'album è stato estratto il video di Atomic Garden, primo video ufficiale realizzato dal gruppo.

## Tracce
1. Generator - 3:32 - (Gurewitz)
2. Too Much to Ask - 2:45 - (Graffin)
3. No Direction - 3:14 - (Graffin)
4. Tomorrow - 1:56 - (Graffin)
5. Two Babies in the Dark - 2:25 - (Gurewitz)
6. Heaven Is Falling - 2:24 - (Gurewitz)
7. Atomic Garden - 3:11 - (Gurewitz)
8. The Answer - 3:21 - (Graffin)
9. Fertile Crescent - 2:08 - (Graffin)
10. Chimaera - 2:28 - (Graffin)
11. Only Entertainment - 3:12 - (Graffin)

### Singoli collegati
- Atomic Garden
- Generator

## Formazione
- Greg Graffin - voce
- Brett Gurewitz - chitarra
- Greg Hetson - chitarra
- Jay Bentley - basso
- Bobby Schayer - batteria